# Karl-Heinz Sundmacher
Karl-Heinz Sundmacher (* 9. August 1949 in Rethmar bei Hannover (heute Ortsteil der Stadt Sehnde)) ist promovierter Zahnarzt und war von 2005 bis 2013 Bundesvorsitzender des Freien Verbands Deutscher Zahnärzte (FVDZ). Er ist verheiratet und hat zwei erwachsene Kinder.
Von 1959 bis 1968 besuchte er die Tellkampfschule in Hannover. Nach dem Abitur verpflichtete er sich für vier Jahre bei der Bundeswehr, wo er den Dienstgrad Leutnant erlangte.
Karl-Heinz Sundmacher studierte ab dem Wintersemester 1972 bis Ende des Jahres 1977 Zahnmedizin in Freiburg i. Br. und promovierte 1979 über ein medizinisches Thema (Muskeldystrophie bei Morbus Duchenne). Von Anfang 1978 bis zu seiner Niederlassung als selbstständiger Zahnarzt mit Praxis in Hockenheim Ende 1979 war er als Assistenzzahnarzt in Grenzach-Wyhlen, Maulburg, Ketsch und Fahrenbach/Odenwald tätig. Seit dem Jahr 1978 ist er Mitglied der Deutschen Gesellschaft für Zahn- und Kieferheilkunde (DGZMK).
In den Jahren 1992 bis 1994 war er Mitbegründer und sodann drei Jahre Vorsitzender der Aktionsgemeinschaft Freie Zahnheilkunde Nordbaden (AFZ). Von 1994 bis 2004 war er Mitglied der Vertreterversammlung der Kassenzahnärztlichen Vereinigung (KZV) Karlsruhe, sechs Jahre Mitglied der Vertreterversammlung der Kassenzahnärztlichen Bundesvereinigung (KZBV) sowie zwölf Jahre Mitglied der Vertreterversammlung der Landeszahnärztekammer und Bezirkszahnärztekammer.
Im Jahr 1992 trat er dem Freien Verband Deutscher Zahnärzte (FVDZ) bei. Von 1994 bis 1999 war er Landesvorsitzender Baden-Württemberg des FVDZ, ab 1997 auch Mitglied des Bundesvorstands. In dieser Eigenschaft war er seit 1999 stellvertretender Bundesvorsitzender. Von 2005 bis 2013 war Karl-Heinz Sundmacher Bundesvorsitzender des Freien Verbandes Deutscher Zahnärzte.
1998 hat Karl-Heinz Sundmacher die Initiative proDente e.V. mitbegründet, dessen Vorsitzender er bis zum Jahr 2006 war. Er ist außerdem Stellvertretender Vorsitzender im Beirat der Deutschen Ärzteversicherung und Mitglied der Vertreterversammlung der Deutschen Apotheker- und Ärztebank (apoBank).
| Personendaten    | Personendaten          |
| ---------------- | ---------------------- |
| NAME             | Sundmacher, Karl-Heinz |
| KURZBESCHREIBUNG | deutscher Zahnarzt     |
| GEBURTSDATUM     | 9. August 1949         |
| GEBURTSORT       | Rethmar, Sehnde        |